# Napier Gazelle
Napier Gazelle byl turbohřídelový motor vyráběný britskou společností D. Napier & Son v polovině 50. let 20. století. V roce 1961 byla jeho výroba předána joint venture s Rolls-Royce Limited nazvanému Napier Aero Engines Limited, které ale zaniklo o dva roky později.

## Varianty
NGa.1
NGa.2
NGa.2(R)
NGa.2 series 2
NGa.13(R)
NGa.13 series 2
NGa.18
Mk.101
Mk.161
Mk.162(NGa.13 series 2)
Mk.165
Gazelle 501
Gazelle 503
Gazelle 512
Gazelle 514
Gazelle E.219

## Použití
Tento motor byl užíván dvěma typy britských vrtulníků, transportním Bristol Belvedere (později Westland Belvedere) a protiponorkovými verzemi typu Westland Wessex HAS.1 a HAS.3 (ostatní varianty Westlandu Wessex užívaly motory Rolls-Royce Gnome).

## Vystavené motory
Zachovaný Napier Gazelle je vystavený v Royal Air Force Museum v Londýně, a další z vrtulníku Westland Wessex je v expozici Queensland Air Museum v australském městě Caloundra.

## Specifikace (Gazelle 501 / Mk.101 / NGa.2(R))

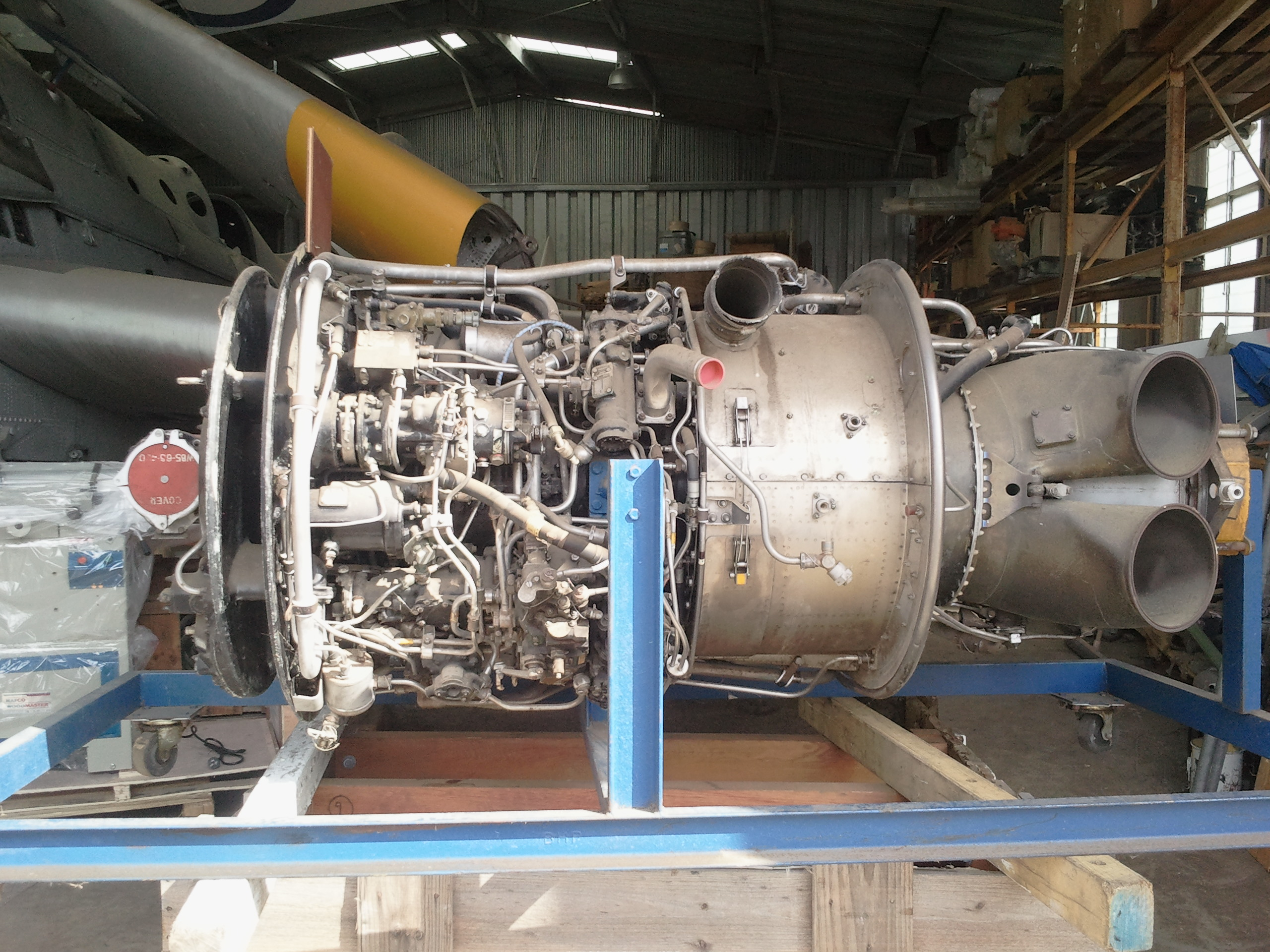
Pohled zleva na Napier Gazelle v australském Fleet Air Arm Museum

Údaje podle

### Technické údaje
- Typ: turbohřídelový motor s volnou turbínou
- Délka: 1 778 mm (70 palců)
- Průměr: 851 mm (33,5 palce)
- Suchá hmotnost: 376,5 kg (830 lb)

### Součásti
- Kompresor: jedenáctistupňový axiální
- Spalovací komora: 6 trubkových
- Turbína: dvoustupňová generátorová a jednostupňová volná
- Palivo: letecký kerosin (podle normy DERD 2482 / 2485 / 2486 / 2488 / 2494)
- Mazání: tlakové s nuceným oběhem (olej dle normy DERD.2487)

### Výkony
- Maximální výkon:  418 kW (561 hp) (s dodatečným tahem 1,16 kN (260 lbf)) při 3 000 otáčkách hřídele za minutu v režimu maximálního výkonu omezeného na 2,5 minuty
- Stupeň stlačení: 6,25:1
- Průtok vzduchu: 8 kg/s (18 lb/s)
- Měrná spotřeba paliva:  0,4185 kg/(kW·h) (0,688 lb/(hp·h))
- Poměr výkon/hmotnost: 2,397 kW/kg (1,458 hp/lb)